# Estación Costa Mar
Costa Mar es una estación de la Línea 2 del Biotrén, en el subramal Concepción-Curanilahue. Se ubica en la comuna de San Pedro De La Paz, en la Ruta 160, cercana al sector residencial San Pedro de la Costa, al Mercado San Pedro y al área en que se encuentra el nuevo desarrollo inmobiliario de expansión urbana de la comuna. 

## Tiempos de recorrido
De Estación Costa Mar a:
- Estación Intermodal Concepción: 14 Minutos
- Estación Intermodal El Arenal: 38 Minutos (incluyendo combinación L2|L1)
- Estación Intermodal Chiguayante: 23 Minutos (incluyendo combinación L2|L1)
- Estación Terminal Hualqui: 42 Minutos (incluyendo combinación L2|L1)
- Estación Terminal Mercado: 42 Minutos (incluyendo combinación L2|L1)
- Estación Lomas Coloradas: 6 Minutos
- Estación Intermodal Coronel: 28 Minutos